# Lagraulet-Saint-Nicolas
Lagraulet-Saint-Nicolas (L'Agraulet Sent Nicolau en occitan) est une commune française située dans le nord du département de la Haute-Garonne en région Occitanie.
Sur le plan historique et culturel, la commune est dans le pays de Rivière-Verdun, un petit pays d'élection de l'est de la Gascogne, à l'écart des grandes voies de communication, et s'étageant sur les terrasses de la rive gauche de la Garonne, entre la vallée de la Save et la Lomagne, et se prolongeant en Gascogne toulousaine. Exposée à un climat océanique altéré, elle est drainée par le ruisseau de Dère, le ruisseau de Nadesse et par divers autres petits cours d'eau. La commune possède un patrimoine naturel remarquable composé de trois zones naturelles d'intérêt écologique, faunistique et floristique.
Lagraulet-Saint-Nicolas est une commune rurale qui compte 283 habitants en 2022, après avoir connu un pic de population de 540 habitants en 1836. Elle fait partie de l'aire d'attraction de Toulouse. Ses habitants sont appelés les Agrauletais ou  Agrauletaises.

## Géographie

### Localisation
La commune de Lagraulet-Saint-Nicolas se trouve dans le département de la Haute-Garonne, en région Occitanie.
Elle se situe à 36 km à vol d'oiseau de Toulouse, préfecture du département, et à 25 km de Léguevin, bureau centralisateur du canton de Léguevin dont dépend la commune depuis 2015 pour les élections départementales.
La commune fait en outre partie du bassin de vie de Cadours.
Les communes les plus proches sont : 
Bellesserre (2,5 km), Cabanac-Séguenville (3,6 km), Gariès (4,1 km), Beaupuy (4,3 km), Cox (4,7 km), Drudas (4,7 km), Puysségur (5,3 km), Bouillac (6,3 km).
Sur le plan historique et culturel, Lagraulet-Saint-Nicolas fait partie du pays de Rivière-Verdun, un petit pays d'élection de l'est de la Gascogne sis à l'écart des grandes voies de communication. Ce territoire s'étage sur les terrasses de la rive gauche de la Garonne, entre la vallée de la Save et la Lomagne, et se prolonge plein est en Gascogne toulousaine.
Lagraulet-Saint-Nicolas est limitrophe de neuf autres communes dont trois dans le département de Tarn-et-Garonne.
Les communes limitrophes sont  Beaupuy, Bellesserre, Bouillac, Brignemont, Cabanac-Séguenville, Cox, Drudas, Gariès et Puysségur.
| Gariès (Tarn-et-Garonne) | Bouillac (Tarn-et-Garonne) | Beaupuy (Tarn-et-Garonne) |
| Cabanac-Séguenville      | Lagraulet-Saint-Nicolas    | Bellesserre               |
| Brignemont               | Cox, Puysségur             | Drudas                    |

### Géologie
Le village lui-même est relativement petit, mais son territoire est important. Couvert de forêts et de champs, il fait la joie des chasseurs.

### Hydrographie

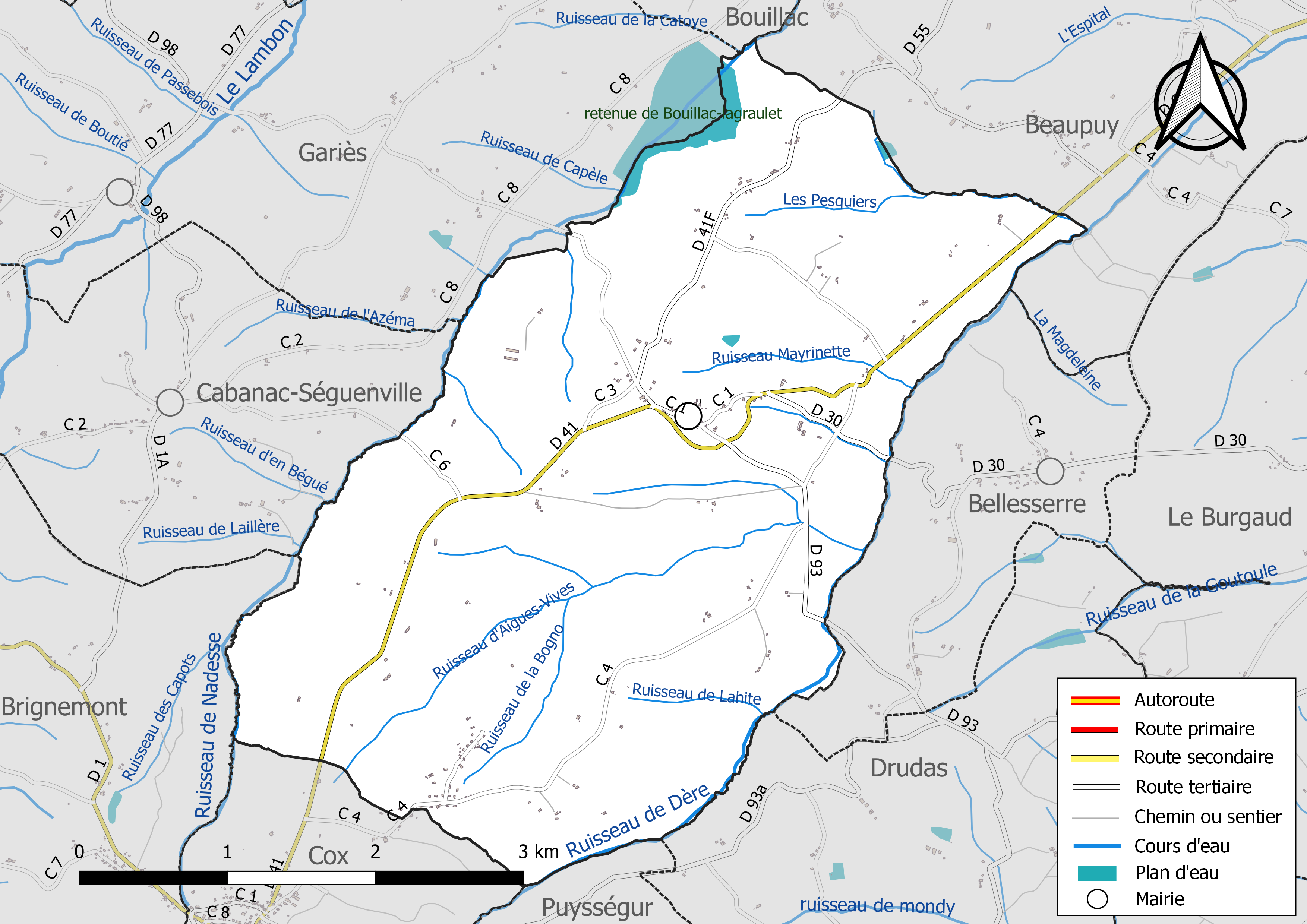
Réseaux hydrographique et routier de Lagraulet-Saint-Nicolas.

La commune est dans le bassin de la Garonne, au sein du bassin hydrographique Adour-Garonne. Elle est drainée par le ruisseau de Dère, le ruisseau de Nadesse, Les Pesquiers, le ruisseau d'Aigues-Vives, le ruisseau de la Bogno, le ruisseau de Lahite, le ruisseau de l'Azéma, le ruisseau Mayrinette et par divers petits cours d'eau, constituant un réseau hydrographique de 22 km de longueur totale,.
Le ruisseau de Dère, d'une longueur totale de 15,7 km, prend sa source dans la commune de Puysségur et s'écoule du sud-ouest vers le nord-est. Il traverse la commune et se jette dans le ruisseau de Nadesse à Bouillac (82), après avoir traversé 8 communes.
Le ruisseau de Nadesse, d'une longueur totale de 23,9 km, prend sa source dans la commune de Cox et s'écoule du sud-ouest vers le nord-est. Un barrage sur son cours a généré le lac de Gariès de 43 hectares en partie sur la commune et destiné à l'irrigation. Il traverse la commune et se jette dans la Garonne à Verdun-sur-Garonne (82), après avoir traversé 7 communes.

### Climat
Pour des articles plus généraux, voir Climat de l'Occitanie et Climat de la Haute-Garonne.
En 2010, le climat de la commune est de type climat du Bassin du Sud-Ouest, selon une étude s'appuyant sur une série de données couvrant la période 1971-2000. En 2020, Météo-France publie une typologie des climats de la France métropolitaine dans laquelle la commune est exposée à un climat océanique altéré et est dans la région climatique Aquitaine, Gascogne, caractérisée par une pluviométrie abondante au printemps, modérée en automne, un faible ensoleillement au printemps, un été chaud (19,5 °C), des vents faibles, des brouillards fréquents en automne et en hiver et des orages fréquents en été (15 à 20 jours).
Pour la période 1971-2000, la température annuelle moyenne est de 12,9 °C, avec une amplitude thermique annuelle de 15,7 °C. Le cumul annuel moyen de précipitations est de 728 mm, avec 9,8 jours de précipitations en janvier et 5,9 jours en juillet. Pour la période 1991-2020, la température moyenne annuelle observée sur la station météorologique la plus proche, située sur la commune de Blagnac à 31 km à vol d'oiseau, est de 14,2 °C et le cumul annuel moyen de précipitations est de 627,0 mm,. Pour l'avenir, les paramètres climatiques de la commune estimés pour 2050 selon différents scénarios d'émission de gaz à effet de serre sont consultables sur un site dédié publié par Météo-France en novembre 2022.

### Milieux naturels et biodiversité

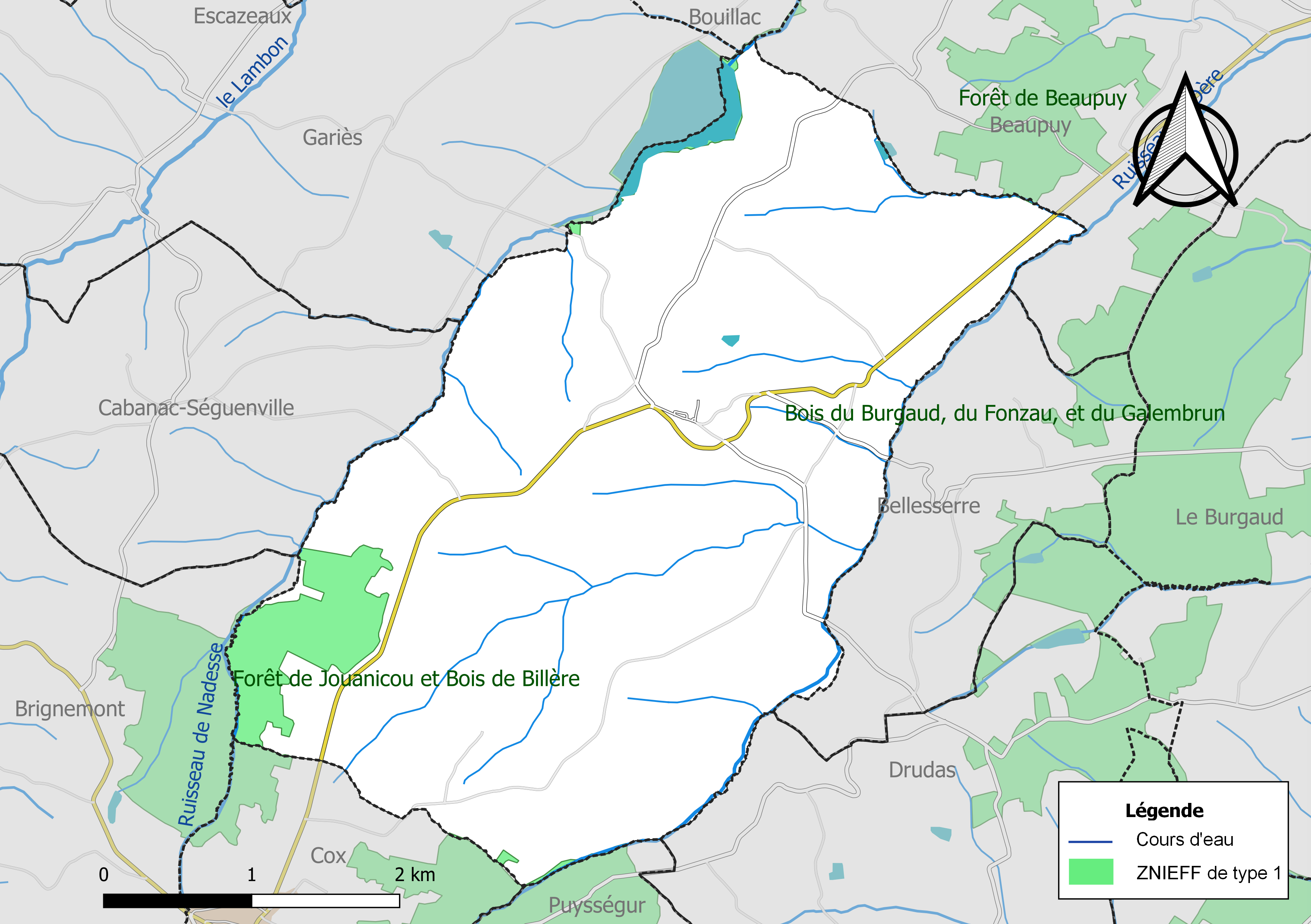
Carte des ZNIEFF de type 1 localisées sur la commune.

L'inventaire des zones naturelles d'intérêt écologique, faunistique et floristique (ZNIEFF) a pour objectif de réaliser une couverture des zones les plus intéressantes sur le plan écologique, essentiellement dans la perspective d'améliorer la connaissance du patrimoine naturel national et de fournir aux différents décideurs un outil d'aide à la prise en compte de l’environnement dans l'aménagement du territoire.
Trois ZNIEFF de type 1 sont recensées sur la commune :
- la « forêt de Beaupuy » (141 ha), couvrant 2 communes dont une dans la Haute-Garonne et une dans le Tarn-et-Garonne[17] ;
- la « forêt de Jouanicou et bois de Billère » (457 ha), couvrant 4 communes du département[18] ;
- le « ruisseau de Nadesse et retenue de Bouillac-Lagraulet » (49 ha), couvrant 4 communes dont une dans la Haute-Garonne et trois dans le Tarn-et-Garonne[19].

## Urbanisme

### Typologie
Au 1er janvier 2024, Lagraulet-Saint-Nicolas est catégorisée commune rurale à habitat très dispersé, selon la nouvelle grille communale de densité à sept niveaux définie par l'Insee en 2022.
Elle est située hors unité urbaine. Par ailleurs la commune fait partie de l'aire d'attraction de Toulouse, dont elle est une commune de la couronne,. Cette aire, qui regroupe 527 communes, est catégorisée dans les aires de 700 000 habitants ou plus (hors Paris),.

### Voies de communication et transports
Accès avec le réseau Arc-en-ciel de Haute-Garonne.

### Risques majeurs
Le territoire de la commune de Lagraulet-Saint-Nicolas est vulnérable à différents aléas naturels : météorologiques (tempête, orage, neige, grand froid, canicule ou sécheresse), inondations et séisme (sismicité très faible). Un site publié par le BRGM permet d'évaluer simplement et rapidement les risques d'un bien localisé soit par son adresse soit par le numéro de sa parcelle.
Certaines parties du territoire communal sont susceptibles d’être affectées par le risque d’inondation par débordement de cours d'eau, notamment le ruisseau de Dère. La commune a été reconnue en état de catastrophe naturelle au titre des dommages causés par les inondations et coulées de boue survenues en 1982, 1999 et 2009,.

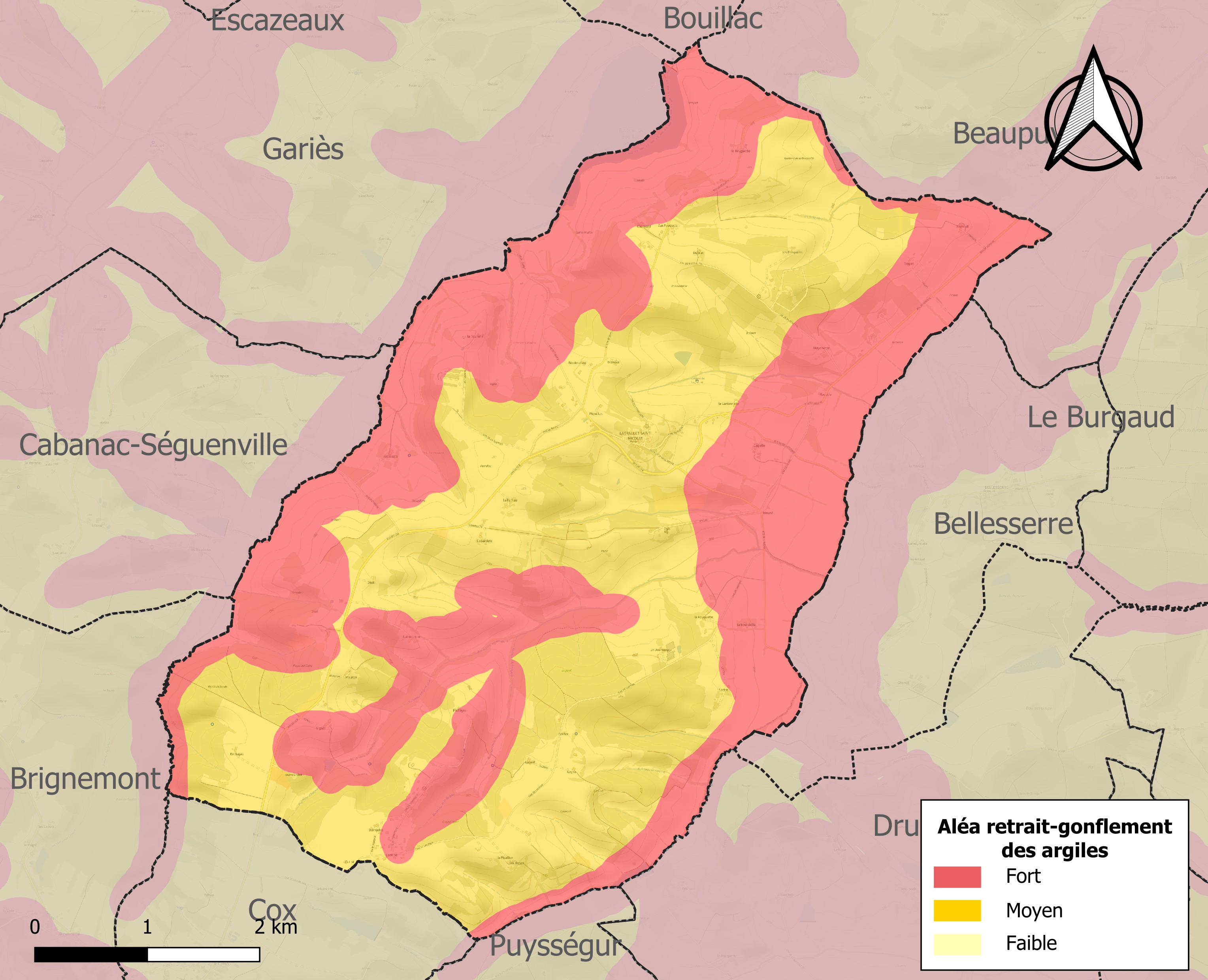
Carte des zones d'aléa retrait-gonflement des sols argileux de Lagraulet-Saint-Nicolas.

Le retrait-gonflement des sols argileux est susceptible d'engendrer des dommages importants aux bâtiments en cas d’alternance de périodes de sécheresse et de pluie. La totalité de la commune est en aléa moyen ou fort (88,8 % au niveau départemental et 48,5 % au niveau national). Sur les 131 bâtiments dénombrés sur la commune en 2019, 131 sont en aléa moyen ou fort, soit 100 %, à comparer aux 98 % au niveau départemental et 54 % au niveau national. Une cartographie de l'exposition du territoire national au retrait gonflement des sols argileux est disponible sur le site du BRGM,.
Par ailleurs, afin de mieux appréhender le risque d’affaissement de terrain, l'inventaire national des cavités souterraines permet de localiser celles situées sur la commune.
Concernant les mouvements de terrains, la commune a été reconnue en état de catastrophe naturelle au titre des dommages causés par la sécheresse en 1989, 1998, 2002, 2003 et 2011 et par des mouvements de terrain en 1999.

## Toponymie
Ce toponyme signifie « la houssaie », du latin classique acrifolium, littéralement « feuille pointue », devenu aquifolium chez Pline, d’où le nom scientifique d’Ilex aquifolium, (houx). La variante bas latine *acrifulon est issue d’un croisement entre acrifolium et axifulon. L’évolution phonétique ultime de cet *acrifulon passe par l’affaiblissement du f intervocalique en v. Ce f a même pu disparaitre et être à l’origine de la forme occitane l'agreulet orthographié en français lagraulet, avec le suffixe collectif –etum et agglutination de l’article.
Une autre hypothèse suggère que ce toponyme pourrait éventuellement venir de l'occitan la graula (l'agraula en gascon), du latin « gracula », littéralement « la corneille ».

## Politique et administration

### Administration municipale
Le nombre d'habitants au recensement de 2017 étant compris entre 100 habitants et 499 habitants, le nombre de membres du conseil municipal pour l'élection de 2020 est de onze,.

### Rattachements administratifs et électoraux
Commune faisant partie de la sixième circonscription de la Haute-Garonne, de la communauté de communes des Hauts Tolosans et du canton de Léguevin (avant le redécoupage départemental de 2014, Lagraulet-Saint-Nicolas faisait partie de l'ex-canton de Cadours).

### Liste des maires
| Période                                  | Période   | Identité         | Étiquette | Qualité       |
| ---------------------------------------- | --------- | ---------------- | --------- | ------------- |
| Les données manquantes sont à compléter. |           |                  |           |               |
| mars 1983                                | mars 2001 | Roger Demouix    |           |               |
| mars 2001                                | mai 2020  | Gérard Mazel     |           | Fonctionnaire |
| mai 2020                                 | En cours  | Christian Senocq |           |               |

## Population et société

### Démographie
L'évolution du nombre d'habitants est connue à travers les recensements de la population effectués dans la commune depuis 1793. Pour les communes de moins de 10 000 habitants, une enquête de recensement portant sur toute la population est réalisée tous les cinq ans, les populations de référence des années intermédiaires étant quant à elles estimées par interpolation ou extrapolation. Pour la commune, le premier recensement exhaustif entrant dans le cadre du nouveau dispositif a été réalisé en 2006.

En 2022, la commune comptait 283 habitants, en évolution de +14,57 % par rapport à 2016 (Haute-Garonne : +8,02 %, France hors Mayotte : +2,11 %).
| 1793 | 1800 | 1806 | 1821 | 1831 | 1836 | 1841 | 1846 | 1851 |
| ---- | ---- | ---- | ---- | ---- | ---- | ---- | ---- | ---- |
| 340  | 354  | 386  | 421  | 426  | 540  | 455  | 425  | 402  |

| 1856 | 1861 | 1866 | 1872 | 1876 | 1881 | 1886 | 1891 | 1896 |
| ---- | ---- | ---- | ---- | ---- | ---- | ---- | ---- | ---- |
| 430  | 431  | 443  | 436  | 440  | 411  | 392  | 356  | 385  |

| 1901 | 1906 | 1911 | 1921 | 1926 | 1931 | 1936 | 1946 | 1954 |
| ---- | ---- | ---- | ---- | ---- | ---- | ---- | ---- | ---- |
| 389  | 354  | 334  | 270  | 294  | 275  | 300  | 243  | 222  |

| 1962 | 1968 | 1975 | 1982 | 1990 | 1999 | 2006 | 2011 | 2016 |
| ---- | ---- | ---- | ---- | ---- | ---- | ---- | ---- | ---- |
| 200  | 209  | 161  | 152  | 163  | 145  | 196  | 256  | 247  |

| 2021 | 2022 | - | - | - | - | - | - | - |
| ---- | ---- | - | - | - | - | - | - | - |
| 269  | 283  | - | - | - | - | - | - | - |

| selon la population municipale des années : | 1968 | 1975 | 1982 | 1990 | 1999 | 2006 | 2009 | 2013 |
| Rang de la commune dans le département      | 320  | 432  | 369  | 378  | 409  | 382  | 357  | 333  |
| Nombre de communes du département           | 592  | 582  | 586  | 588  | 588  | 588  | 589  | 589  |

## Économie

### Revenus
En 2018  (données Insee publiées en septembre 2021), la commune compte 106 ménages fiscaux, regroupant 260 personnes. La médiane du revenu disponible par unité de consommation est de 22 700 € (23 140 € dans le département).

### Emploi
|                | 2008  | 2013  | 2018  |
| -------------- | ----- | ----- | ----- |
| Commune        | 9,2 % | 9 %   | 7,8 % |
| Département    | 7,7 % | 9,6 % | 9,3 % |
| France entière | 8,3 % | 10 %  | 10 %  |

En 2018, la population âgée de 15 à 64 ans s'élève à 152 personnes, parmi lesquelles on compte 84,3 % d'actifs (76,5 % ayant un emploi et 7,8 % de chômeurs) et 15,7 % d'inactifs,. En  2018, le taux de chômage communal (au sens du recensement) des 15-64 ans est inférieur à celui de la France et du département, alors qu'en 2008 la situation était inverse.
La commune fait partie de la couronne de l'aire d'attraction de Toulouse, du fait qu'au moins 15 % des actifs travaillent dans le pôle,. Elle compte 18 emplois en 2018, contre 23 en 2013 et 24 en 2008. Le nombre d'actifs ayant un emploi résidant dans la commune est de 118, soit un indicateur de concentration d'emploi de 15,3 % et un taux d'activité parmi les 15 ans ou plus de 66,3 %.
Sur ces 118 actifs de 15 ans ou plus ayant un emploi, 17 travaillent dans la commune, soit 14 % des habitants. Pour se rendre au travail, 91,5 % des habitants utilisent un véhicule personnel ou de fonction à quatre roues, 0,8 % les transports en commun, 1,6 % s'y rendent en deux-roues, à vélo ou à pied et 5,9 % n'ont pas besoin de transport (travail au domicile).

### Activités hors agriculture
21 établissements sont implantés  à Lagraulet-Saint-Nicolas au 31 décembre 2019. Le tableau ci-dessous en détaille le nombre par secteur d'activité et compare les ratios avec ceux du département,.
Le secteur de la construction est prépondérant sur la commune puisqu'il représente 33,3 % du nombre total d'établissements de la commune (7 sur les 21 entreprises implantées  à Lagraulet-Saint-Nicolas), contre 12 % au niveau départemental.

### Agriculture
La commune est dans les « Coteaux du Gers », une petite région agricole occupant une partie nord-ouest du département de la Haute-Garonne, caractérisée par une succession de coteaux peu accidentés, les surfaces cultivées étant entièrement dévolues aux grandes cultures. En 2020, l'orientation technico-économique de l'agriculture  sur la commune est la polyculture et/ou le polyélevage.
|               | 1988 | 2000 | 2010 | 2020 |
| ------------- | ---- | ---- | ---- | ---- |
| Exploitations | 23   | 14   | 10   | 14   |
| SAU (ha)      | 647  | 574  | 371  | 430  |

Le nombre d'exploitations agricoles en activité et ayant leur siège dans la commune est passé de 23 lors du recensement agricole de 1988  à 14 en 2000 puis à 10 en 2010 et enfin à 14 en 2020, soit une baisse de 39 % en 32 ans. Le même mouvement est observé à l'échelle du département qui a perdu pendant cette période 57 % de ses exploitations,. La surface agricole utilisée sur la commune a également diminué, passant de 647 ha en 1988 à 430 ha en 2020. Parallèlement la surface agricole utilisée moyenne par exploitation a augmenté, passant de 28 à 31 ha.

## Équipements et services

### Enseignement
Lagraulet-Saint-Nicolas fait partie de l'académie de Toulouse.

### Activités sportives
Chasse, pétanque,

## Culture locale et patrimoine

### Lieux et monuments
- L'église Saint-Martin est un exemple des églises de la Haute-Garonne avec son clocher-mur.
- Le lac de Gariès, partagé avec la commune Tarn-et-garonnaise de Gariès, est un site ornithologique et de pêche de 43 hectares.

### Héraldique
| Blason de Lagraulet-Saint-Nicolas | Blason  | Coupé ondé mi parti en chef: au 1 de gueules à une croix cléchée, vidée et pommetée de douze pièces d'or, au 2 d'argent à un chêne coupé de tenné, feuillé de sinople et englanté d'or, au 3 d'azur à un saint Martin à cheval partageant son manteau avec son épée, le tout d'argent. |
| Blason de Lagraulet-Saint-Nicolas | Détails | Créé par JF Binon. Site Internet de la commune, 2025 |

## Pour approfondir